# Одеські лимани
Одеські лимани — група із семи лиманів, що знаходяться в безпосередній близькості від міста Одеси: Куяльницький (Андріївський), Хаджибейський, Сухий (Клейн-Лібентальський), Великий Аджалицький (Дофінівський), Малий Аджалицький (Григорівський), Тилігульський і Дністровський.
Всі вони в тій чи іншій мірі є лікувальними з огляду на те, що на дні лиманів лежить значним шаром, до одного метра і більше, лиманний бруд, консистенції коров'ячого масла, чорного кольору, з сильним запахом сірчистого водню, що містить колоїдальні гідрати сірчистого заліза і окису заліза, висихаючи на повітрі в сірий дрібний пил.

## Фототека

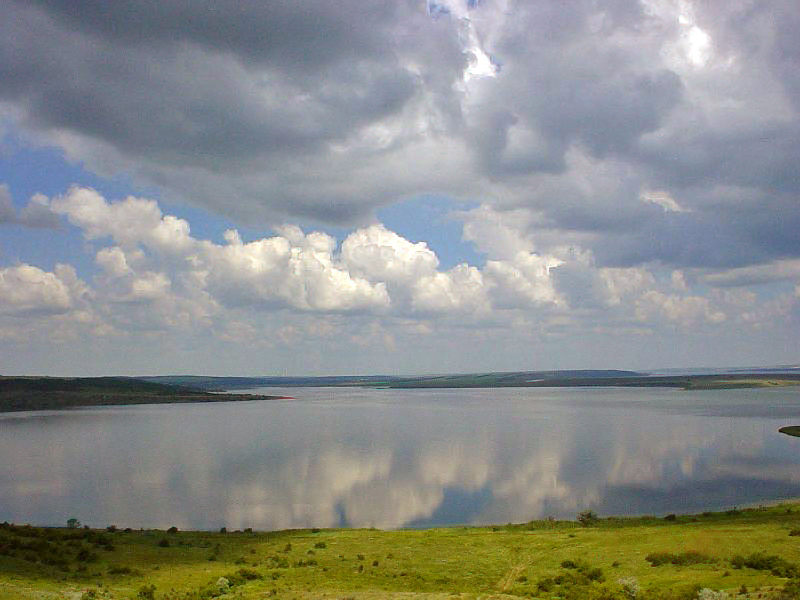
Тилігульский лиман
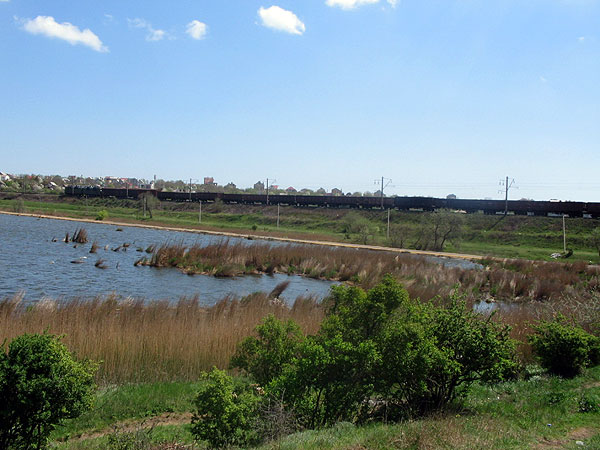
Сухий лиман
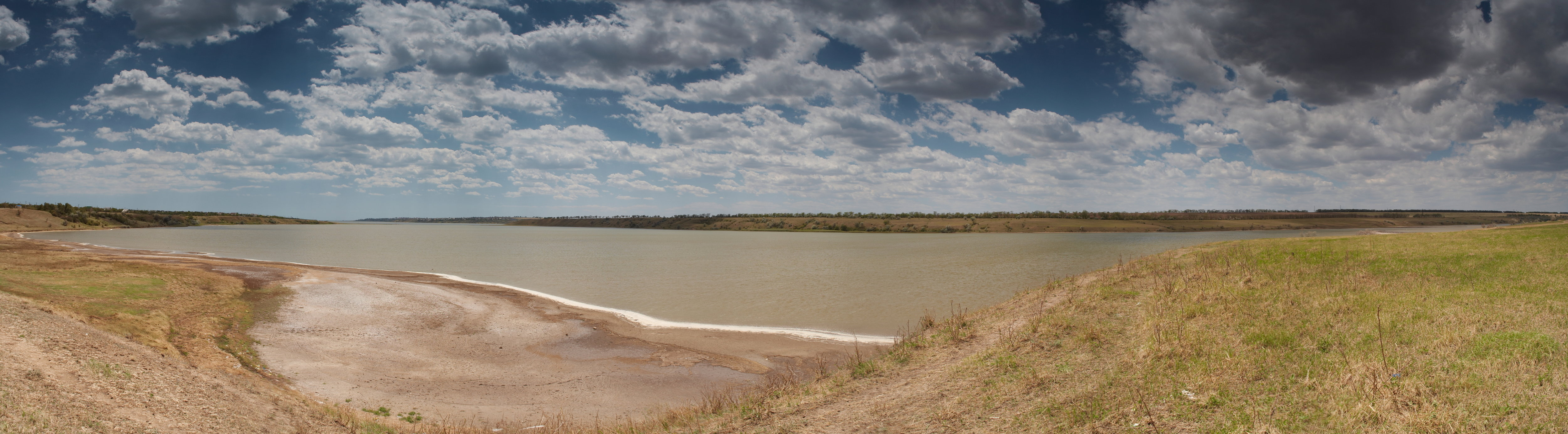
Великий Аджалицький лиман